# Ortaloptera callistomyia
Ortaloptera callistomyia är en tvåvingeart som beskrevs av Erich Martin Hering 1941. Ortaloptera callistomyia ingår i släktet Ortaloptera och familjen borrflugor. Inga underarter finns listade i Catalogue of Life.